# Treinramp bij Sliedrecht
De treinramp bij Sliedrecht vond plaats op de avond van vrijdag 27 november 1942 bij het Station Sliedrecht. Als gevolg van gebrekkige communicatie komt een tweede trein terecht op een bezet spoor met een stilstaande trein. Sein A2 werd ten onrechte op veilig gezet waardoor trein 10814 op spoor 2 achterop trein 3168 botste. Dit ongeval staat op de vierde plaats van dodelijke spoorwegongevallen in Nederland (na Harmelen, Weesp en Schiedam).
Een trein met hoofdzakelijk grondwerkers, die voor de Heidemaatschappij in Gorinchem werken, reist vanuit Leerdam richting Dordrecht. Op het station van Sliedrecht staat de stoptrein naar Dordrecht te wachten. Kennelijk staat de wissel verkeerd. De trein komt terecht op het verkeerde spoor en botst op de stilstaande trein. Een enorme klap, gevolgd door een vuurgloed in het donker van het geheel verduisterde Sliedrecht, waarschuwt de bevolking dat er bij het station iets vreselijks gebeurd moet zijn. De stoomlocomotief heeft zich in de houten rijtuigen geboord. Eén vliegt er direct in brand. Zware rookwolken verspreiden zich boven het station. De locomotief schuift nog zeker honderd meter door, loopt uit de rails en kantelt.
Twee E.H.B.O.-helpers zijn toevallig ooggetuige. Zij kunnen alarm slaan en de eerste hulp verlenen. Hierna komen algauw meer Rode Kruis-lieden en de brandweer opdagen. De tweede klas wachtkamer en de woning van de stationschef worden als opvang voor de 18 doden en de 61 gewonden gebruikt. Door de Duitsers wordt intussen de gehele omgeving afgezet.
De Luchtbeschermingsdienst brengt de gewonden naar een veilige plaats. Het Sliedrechtse Groene Kruis ziekenhuis heeft echter maar 15 bedden. De gymnastiekzaal (C12) in de Kerkbuurt wordt ingericht als noodhospitaal.
De brand wordt niet geblust. Het vuur geeft bij het bergen van de doden en gewonden de hoognodige verlichting in de donkere oorlogsnacht. Alles ligt immers in het donker. (De verduisteringsvoorschriften moeten, ondanks de buitengewone omstandigheden, toch gehandhaafd blijven!) Pas als het reddingswerk is voltooid, wordt het vuur door de brandweer snel gedoofd.